# 太阳之子 (中国动画)
《太阳之子》，是一部中国的动画系列片，由北京辉煌动画公司出品，中山威力集团赞助联合摄制，共52集，是中国大陆90年代早期的长篇系列电视动画。该片于1990年开始制作，1992年完成前三集的制作和首播，1995年底完成前39集，1996年底基本完成全集的制作并在电视台播出，1997年正式完成。
1992年9月14日至10月31日，《太阳之子》的前三集在第二届全国影视动画展播期间在中国中央电视台全国首播，并获得三等奖。此后，也于1996年在北京电视台、1996年12月在中国中央电视台《动画城》等栏目多次播出。

## 剧情
剧情主要讲述在宇宙中，光明世界和黑色王国对抗斗争的故事。主角则是采珠女在海里中找到的太阳结晶诞生的。反派老大是天蝎精，他有两个手下—黑风婆和章鱼精。主角威力童子是太阳让他来到人间的太阳精华结晶，用自己的超级能力为人类作出贡献。但他刚诞生时，就遭到两个反派黑风婆和章鱼精的迫害。而天蝎精的野心是想要消灭太阳家族，让黑色集团统治宇宙。
剧情最后主角找到了真正的天蝎公主（天蝎精的女儿）使她恢复人性，最后一起打败天蝎精。主角武器则是一条鞭子用来鞭打坏人。

## 集数列表
- 第1集 童子出世
- 第2集 快乐谷
- 第3集 黑风洞
- 第4集 太阳宝石
- 第5集 宝石造福
- 第6集 宝石被窃
- 第7集 快乐谷遭劫
- 第8集 智取宝石
- 第9集 大破黑风洞
- 第10集 魔头出山
- 第11集 海底魔宫
- 第12集 童子复苏
- 第13集 勇斗天蝎精
- 第14集 飞艇出击
- 第15集 导弹风波
- 第16集 揭穿阴谋
- 第17集 隐身妖怪
- 第18集 星球奇遇
- 第19集 空中战斗
- 第20集 披风灭火
- 第21集 智斗黑风婆
- 第22集 魔法无情
- 第23集 真相大白
- 第24集 天牛小侦探
- 第25集 童子遇险
- 第26集 妙计进魔城
- 第27集 误夺假基因
- 第28集 海蓝星约会
- 第29集 魔鬼电视机
- 第30集 坚守地下城
- 第31集 智夺航天车
- 第32集 巧遇小飞人
- 第33集 再闯黑魔城
- 第34集 小精灵归队
- 第35集 烟斗失踪了
- 第36集 刺杀假博士
- 第37集 捉拿酒蝎子
- 第38集 进攻黑子星
- 第39集 姐妹团圆
- 第40集 乌妹中计
- 第41集 神奇钓鱼竿
- 第42集 拦截水晶棺
- 第43集 博士脱险
- 第44集 病毒炸弹
- 第45集 奇怪的种子
- 第46集 破译密码
- 第47集 营救乌妹
- 第48集 幻影迷宫
- 第49集 三足乌相助
- 第50集 夺回种子箱
- 第51集 奇妙的药酒
- 第52集 童子显神威

## 评价及反响
《太阳之子》播出后，被评论反派角色刻画太过于吓人，以至于让人留下童年阴影。该动画反派黑风婆，与另一部动画《十二生肖》的反派黑风婆在人设上有异曲同工之妙，除了都是拄着拐杖的老太太，能力也都是操纵风。